# Chaussenans
Chaussenans là một xã trong vùng hành chính Franche-Comté, thuộc tỉnh Jura, quận Lons-le-Saunier, tổng Poligny. Tọa độ địa lý của xã là 46° 49' vĩ độ bắc, 05° 43' kinh độ đông. Chaussenans nằm trên độ cao trung bình là 550 mét trên mặt nước biển, có điểm thấp nhất là 546 mét và điểm cao nhất là 580 mét. Xã có diện tích 4.40 km², dân số vào thời điểm 1999 là 89 người; mật độ dân số là 20 người/km².

## Thông tin nhân khẩu
| 1962 | 1968 | 1975 | 1982 | 1990 | 1999 |
| ---- | ---- | ---- | ---- | ---- | ---- |
| 85   | 90   | 80   | 71   | 79   | 89   |

## Địa điểm tham quan
Nhà thờ Sainte-Anne xuất phát từ thế kỉ thứ 14.